# Stefan Janus
Stefan Janus (né le 22 mars 1910 à Wola Duchacka en Pologne - mort le 11 novembre 1978 à East Farleigh dans le Kent au Royaume-Uni) est un pilote de chasse polonais, as des forces armées polonaises de la Seconde Guerre mondiale, titulaire de six victoires homologuées.

## Biographie
Stefan Janus est né le 22 mars 1910 à Wola Duchacka près de Cracovie. En 1931 il est appelé sous les drapeaux et envoyé à l'école des cadets officiers de réserve de l'artillerie à Włodzimierz Wołyński, en 1932 il termine l'école et reçoit son affectation au 7e régiment d'artillerie légère à Częstochowa, il poursuit sa formation à l'école des cadets officiers de l'artillerie à Toruń. Le 15 août 1934 il est promu sous-lieutenant. Après sa promotion il entre à l'école des cadets officiers de la force aérienne à Dęblin. En 1935 il incorpore le 2e régiment aérien à Cracovie où il pilote des biplans Breguet 19. En 1936 il est envoyé à l'école de pilotage à Grudziądz pour devenir pilote de chasse. En octobre 1938 il devient instructeur à Dęblin.
En septembre 1939 il est évacué en Roumanie et après plusieurs péripéties il arrive en France en novembre 1939. Après la bataille de France il gagne l'Angleterre. Il est affecté à la 308e escadrille de chasse polonaise. Il remporte sa première victoire en juillet 1941 sur un Bf 109. En novembre 1941 il prend le commandement  de la 315e escadrille de chasse polonaise. Fin avril 1942 il devient le commandant du 2d Polish Fighter Wing . Il participe au débarquement de Dieppe. Le 26 janvier 1943, au-dessus de la France, il entre en collision avec un avion ami et saute en parachute. Il est capturé par les Allemands et envoyé au Stalag Luft III à Żagań. Le 15 août de la même année il s'évade mais il est repris peu après. Il est libéré par les Alliés en mai 1945.
Il revient au Royaume-Uni et suit une convalescence. Début 1947 il entre au Polish Resettlement Corps - corps de l'armée britannique qui a pour objectif de faciliter aux soldats de l'Armée polonaise de l'Ouest le retour à la vie civile. En 1953 il s'engage dans la Royal Air Force. En 1965 il est victime d'une crise cardiaque et prend sa retraite.
Stefan Janus s'éteint le 11 novembre 1978 à East Farleigh en Angleterre. Ses cendres ont été transportés et enterrés dans le cimetière Rakowicki à Cracovie.

## Decorations
- Ordre militaire de Virtuti Militari
- La croix de la Valeur Krzyż Walecznych - 4 fois
- Médaille de l'air "Medal Lotniczy" - 4 fois
- Distinguished Flying Cross - britannique
- Ordre du Service distingué